# Позье, Жан Анри
Жан-Анри Пьер Огюст Позье-Банн (фр. Jean Henri Pierre Auguste Pauzié-Banne; 2 июня 1792, Монпелье, Франция — 9 февраля 1848, Эскерд, Франция) — французский артиллерийский офицер. Участник Наполеоновских войн.
Один из первых и основных организаторов (регулярной) греческой артиллерии на заключительном этапе Освободительной войны Греции (1821—1829) и первых послевоенных лет. Один из основателей и первых командиров (директоров) греческого Военного училища эвелпидов.

## Биография
Позье родился в городе Монпелье департамента Эро 2 июня 1792 года в семье Франсуа Позье и Дианы Елисавет Колондре.
Неизвестно по каким причинам, в списках студентов Политехнического училища он упоминается сиротой и адресом проживания был заявлен адрес его тестя (81 rue du Faubourg du Roule, Paris, Seine).
Согласно его учётной анкете, Позье поступил в Политехническое училище 22 октября 1810 года и окончил его в звании младшего лейтенанта артиллерии в январе 1812 года.
Не располагаем его портретом, что частично компенсируется его описанием в той же анкете:
«Волосы и брови светлые, нос длинный, глаза голубые, подбородок круглый, лицо полное, 1, 69 м.»
Завершив учёбу в Политехническом училище, он продолжил учёбу в Военном училище города Мец и в период 1813—1814 годов принял участие в сражениях последнего этапа Наполеоновских войн. В двух сражениях он был ранен.
На момент отбытия в Грецию в конце 1827 года, Позье служил во французской армии в звании капитана.

## Греция
В сегодняшней греческой историографии Позье часто именуется филэллином, что не соответствует узкому значению этого термина — иностранный доброволец участник Освободительной войны Греции (1821 −1829).
Позье по сути был командирован в Грецию французским министерством по договорённости с возрождаюшимся (и официально ещё не признанным) греческим государством, выполняя ограниченные организационные задачи. К тому же, прибыв в Грецию на завершающем этапе Освободительной войны ему не пришлось принимать непосредственное участие в боях.
В октябре 1827 года Иоанн Каподистрия, ушедший с российской службы чтобы стать первым правителем возрождённой Греции, прибыл в Париж с целью запросить у французского правительства советников и офицеров для организации армии возрождающегося государства.
По рекомендации французского Министерства войны, капитан генштаба французской армии, грек Стаматис Вулгарис, и три других офицера (капитан артиллерии Jean-Henri-Pierre-Augustin Pauzié, капитан топографической службы Пьер Петье и капитан инженерной службы Auguste-Théodore Garnot были командированы в Грецию для обучения молодых греческих военных.
Д.Фотиадис в своей Истории упоминает С. Вулгариса в свите И. Каподистрии перед его отбытием в Грецию:Δ-17,
Не исключено что Позье также был в свите Каподистрии, но в любом случае источники указывают прибытие и Каподистрии и Позье в начале января 1828 года.
Каподистрия прибыл 7 января 1828 года в Нафплион, где принял правление страной.
Обстановку хаоса и разрухи характеризуют доклады министров греческого правительства, которое на тот момент контролировало лишь разрозненные регионы на юге Греции:Δ-38:
- П. Лидорикис, министр финансов — "нет не только денег в казне, но и казны как таковой никогда не было "
- А. Влахопулос, военный министр — «нет армии, нет боеприпасов»[7].
- М. Суцос, министр правосудия — «нет ни судов ни судей»

Все четверо командированных французских офицеров были в контакте со штабом генерала Мезона, командующего Морейской экспедиции французской армии, целью которой было завершить эвакуацию турецко-египетских войск Ибрагима паши из Пелопоннеса, но выполняли указания Каподистрии.
Прибытие И. Каподистрии в январе 1828 года, в качестве правителя Греции, ознаменовало начало нового периода в организации армии. С первых же дней своего правления, Каподистрия поставил целью создание регулярной армии, посредством воссоздания и реорганизации регулярных и иррегулярных частей.
В удручающей обстановке ещё не завершившейся войны, хаоса и отсутствия финансовых средств, Каподистрия выразил желание создания отдельного Батальона артиллеристов («Τάγματος Πυροβολιστών»). В июне 1828 года он поручил капитану Позье подготовить план организации и функционирования Школы артиллерии, а также представить оценку необходимых расходов на эту Школу.
Позье представил план теоритической и практической подготовки офицеров артиллерии. Его план предусматривал, что число курсантов будет колебаться от двадцати до двадцати пяти, и определял срок учёбы в два года.
Приказом от 17 августа 1828 года был сформирован Первый батальон артиллерии, состоящий из штаба и 6 рот. Ядром нового батальона стали существующие две роты. Каждая рота насчитывала 83 артиллеристов и 17 человек командного и вспомогательного состава. Двумя днями позже, командование батальоном было возложено на бывшего полковника Ионической республики, грека графа Николаоса Перроса (Νικόλαος Πέρρος).
Через два месяца Перрос передал командование батальоном на непродолжительный срок капитану Позье, и вскоре вновь вернулся на свой пост.
Служба артиллеристов была определена в 4 года, однако личный состав артиллерии состоял полностью из добровольцев. B приказе о создании батальона указывалось, что «каждый образованный молодой человек, который приведёт с собой более 20 добровольцев получит звание лейтенанта, будет определён в штаб и пройдёт подготовку в артиллерийской школе» созданной для этой цели.
Также 17 августа 1828 года, в Навплионе, при Артиллерийском батальоне была создана Артиллерийская школа. Подготовка производилась под французским руководствам.
Перросв октябре представил Каподистрии новый «План Указа о Школе Батальона Артиллеристов». Этот план был применён с 15 ноября 1828 года по 12 января 1829 года, когда Школа частично была соединена с Ротой эвелпидов
Рота Эвелпидов («Λόχο των Ευελπίδων») была создана в июле 1828 года под руководством итальянца Р. Салтели, с целью подготовки офицеров армии, но не удовлетворила ожиданий Каподистрии, который приказал расформировать и реорганизовать её на новых принципах.
Школа продолжала функционировать до мая 1829 года, под именем Школа Батальона Артиллеристов («Σχολείον του Τάγματος των Πυροβολιστών» (École de Bataillon d’Artillerie), и под командованием Перрос предоставляла техническую и тактическую подготовку офицерам артиллерии.
Историк Андреас Кастанис пишет что именно капитан Позье организовал по указанию Каподистрии Артиллерийское училище а затем Военное училище эвэлпидов, прототипом которого стала Французская политехническая школа (École Polytechnique).
Действительно, ещё 2 декабря 1828 года, Позье, согласовав свои действия с французским консулом в Греции Antoine Juchereau de Saint-Denys, предложил создание политехнической военной школы по стандартам аналогичной школы во Франции (École Polytechnique). Каподистрия счёл предложение смелым, но согласие дал, назначив Позье инспектором "Роты эвелпидов и Школы артиллерии, ответственным за создание Центральной военной школы, чьё создание было одобрено указом Каподистрии от 12 января 1829 года. После этого указа «Рота эвелпидов», и частично Школа артиллерии прекратили функционировать и их курсанты перешли в Центральную Военную Школу, директотом которой был назначен Позье. Одновременно Позье был повышен в звание подполковника. Греческое командование аргументировало этот шаг тем, что он должен был иметь звание соответствующее его обязаностям.
Училище до того именовалось «Военная школа Греции» (греч. Στρατιωτική Σχολή της Ελλάδας как и Рота Эвелпидов находилось под руководством итальянца лейтенанта Ромило де Салтели.
Однако Салтели не располагал достаточными знаниями и качествами для этой роли и Каподистрия сменил его и назначил на этот пост Позье. В декабре 1828 года Позье представил новый устав училища. Прототипом для устава училища служила французская École Polytechnique, созданная Наполеоном.
Каподистрия попросил Потье найти в Навпилионе подходящее здание для Школы, после чего курсанты прошли ре-экзаменацию. Неподходящие были исключены, вакантные места были восполнены юношами из сиротского дома на острове Эгина.
Учебная программа внедрённая Потье основывалась на соответствующей программе Французской политехнической школы, но на более низком уровне, в соответствии с неотложными нуждами греческой армии в тот период. В своей работе по созданию Военной Школы, Позье был вынужден решить множество проблем. Одной из них было отсутствие военных инструкций, указов и уставов на греческом языке. Большинство книг были на французском языке и требовалось их перевести, несмотря на то что французский язык занял господствующее положение в образовании эвелпидов.
В марте 1829 года командир батальона артиллерии полковник Перрос, возглавил «подвижную» (мобильную) тысячу и одну батарею, занял крепость и город Навпактос, после чего был назначен начальником его гарнизона. Его пост командира артиллерийского батальона принял Позье, который сохранил за собой командование «Центральной военной школой».
Эти обязанности Позье сохранил за собой до отбытия из Греции.
В этот последний период своего пребывания в Греции, Позье реорганизовал Батальон артиллерии увеличив его состав до пяти батарей, и пересмотрел и обогатил программу Школы.
В октябре 1829 года состоялись экзамены абитуриентов, в присутствии генерала Трезеля, командующего греческой регулярной армии на тот момент, и консула Франции.
В июле 1831 года первые выпускники вступили в состав армии в звании младшего лейтенанта, получив свои погоны от самого Каподистрии. Их было всего восемь, и все они были зачислены в артиллерию.
Среди них был и младший лейтенант Панос Коронеос, ставший впоследствии одним из командиров Греческого легиона русской армии в годы Крымской войны, генералом греческой армии и военным министром Греции.
Кроме того, в октябре 1830 года, был учреждён «Совет учёбы и дисциплины» в составе 7 членов под председательством Позье, по аналогии с «Советом совершенствования» Политехнической школы Парижа.

## Св. Варвара покровительница артиллерии

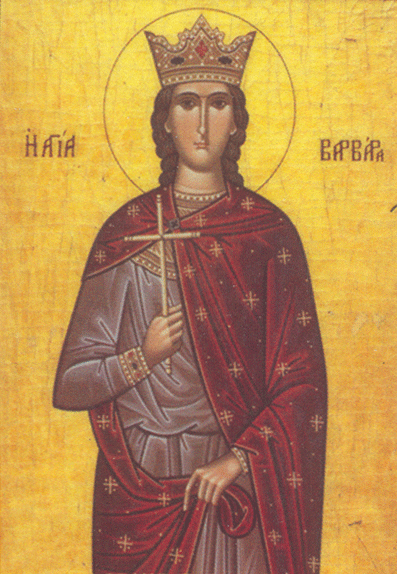
Греческая икона Св. Варвары.

Аналогично военно-морскому флоту, у которого по традиции покровителем является Св. Николай, и сухопутным войскам, где покровителем именуется Св. Георгий, 4 декабря 1829 года покровительницей греческой артиллерии была установлена Св. Варвара.
На первой церемонии памяти Св. Варвары председательствовал Позье, который был повышен в звание полковника.

## Возвращение во Францию
Согласно работе современного исследователя Андреаса Кастаниса, Позье в декабре 1830 года, по служебным причинам, вступил в конфликт с новым (временным) командующим греческой регулярной армии генералом Жераром, который сменил на этом посту генерала Трезеля. Это событие вынудило Позье подать в отставку 31 июля. Каподистрия принял отставку 12 августа, после чего Позье отбыл во Францию 9 декабря 1831 года.
По прибытии во Францию его звания, полученные в Греции, не были признаны. Лишь 31 декабря 1835 года ему было присвоено звание майора.
Согласно архивам французской армии он продолжал служить до 1847 года.
В 1840 году он служил в Алжире, в 1847 году он был инспектором порохового завода в французском городе Esquerdes департамента Па-де-Кале. Немногочисленные французские источники подтверждают греческую библиографию, согласно которой он умер в звании майора, 9 февраля 1848 года.

## Награды
- Позье был награждён французскими орденами Св. Иоанна, орденом Св. Людовика и (в марте 1831 года) орденом Почётного Легиона[12].
- В Греции (заочно) он был награждён золотым крестом Ордена Спасителя 20 мая/1 июня 1833 года.